# Torás (La Coruña)
Torás (llamada oficialmente Santa María de Torás) es una parroquia del municipio de Laracha, en la provincia de La Coruña, Galicia, España.

## Geografía
La parroquia limita al norte con la de Lendo y el municipio de Arteijo, al sur con las parroquias de Vilaño y Golmar, al este con Lestón y Coiro y al oeste con Cabovilaño y Vilaño.
Con una superficie de 5 km² es la parroquia más poblada del municipio.

## Entidades de población
Entidades de población que forman parte de la parroquia:
- Barreira (A Barreira)
- Gándara (A Gándara)
- Ganduma (A Ganduma)
- Torres de Cillobre (As Torres de Cillobre)
- Estramil
- Gabenlle
- Laracha (A Laracha)
- Leborís
- Mirón
- Lugar do Campo (O Campo)
- Riotorto
- Torás
- Ponte (A Ponte).
- Portela (A Portela).
- Gilfoy (Guilfoi).
- A Miñoteira.
- O Froxo.

## Demografía
| Gráfica de evolución demográfica de Torás entre 2000 y 2018 |
|                                                             |
| Población de derecho según el padrón municipal del INE      |

## Monumentos
La parroquia consta de dos iglesias: Santa María de Torás (siglo XX), y la Iglesia Parroquial de Torás (siglo XIX). 
La más importante es la Iglesia Parroquial de Santa María de Torás. Construida en 1968, siendo en ese momento párroco de la misma,  Anselmo Graíño, dando nombre a la plaza de la iglesia después de su muerte. De estilo contemporáneo, destacan cuatro contrafuertes en cada muro. En la fachada principal podemos observar un gran rosetón y una espadaña en su parte central.

## Servicios
Torás ofrece un alto nivel de servicios : la Casa Consistorial, la escuela infantil Galescola, el centro de día y hogar residencial para mayores, la Casa da Cultura, la biblioteca, el edificio de  servicios múltiples, el instituto IES Agra de Leborís y el Centro de Salud.
También se encuentran la mayoría y más importantes instalaciones deportivas que pertenecen al concejo: dos pabellones, un campo de fútbol, pistas de pádel, la piscina y el gimnasio. Esto provoca que Torás sea la sede de los clubes deportivos de Laracha:
- Laracha Club de Fútbol
- Club Baloncesto Laracha
- Escolas Municipais de Baloncesto
- Salvamento Acuático Laracha (SAL)
- Club Patín Conxuro

Además, cuenta con espaciosas y abundantes zonas verdes , parques infantiles, el área recreativa de Gabenlle y el paseo fluvial del Río Anllóns.